# Незнакомка (фильм, 2006)
«Незнакомка» (итал. La Sconosciuta) — итальянский художественный фильм 2006 года, поставленный режиссёром Джузеппе Торнаторе по собственному сценарию. В главной роли в фильме снялась российская актриса Ксения Раппопорт.

## Сюжет
Ирина Ярошенко, бывшая украинская проститутка, приезжает в Веларчи (вымышленный город на северо-востоке Италии) в поисках работы. Договорившись с консьержем элитного особняка в центре города, она устраивается туда уборщицей. Все это Ирина делает с единственной целью — начать работать на Адашеров — богатую семью ювелиров, проживающих в особняке. Ирина заводит дружбу с Джиной, которая работает няней дочери Адашеров — Теи — и живёт в одной квартире с их семьей.
После падения с лестницы, подстроенного Ириной, Джина оказывается в больнице, а саму Ирину нанимают на её место.
В прошлом Ирина подвергалась физическому и психологическому насилию со стороны своего «опекуна» Муффы по прозвищу Плесень, который содержал бордель с проститутками-рабынями, была вынуждена выносить девятерых детей, которые сразу после рождения были проданы в приёмные семьи.
Однако, несмотря на всю перенесённую боль, она влюбляется в молодого итальянца, обещавшего освободить Ирину из ада, в который её поместил Муффа. Впоследствии Муффа убивает возлюбленного Ирины, за что девушка, ослеплённая ненавистью, наносит своему мучителю несколько ударов ножницами и оставляет умирать, а также крадёт у Муффы значительную сумму денег. После убийства Муффы Ирина отправляется на поиски своей младшей дочери, новую фамилию которой ей сообщила акушерка, принимавшая роды в подпольной клинике Муффы. Ирина верит, что Теа Адашер и есть её дочь, а документы об удочерении, найденные в квартире семьи окончательно убеждают её в этом.
Кроме того, в девочке, ставшей жертвой очень редкого неврологического заболевания, которое делает ее практически беззащитной, Ирина видит отражение своих воспоминаний о прошлом, и хочет защитить свою дочь от всего зла окружающего мира.
Мать Теи Валерия Адашер начинает подозревать Ирину в психических заболеваниях и увольняет её, несмотря на привязанность, которая сформировалась между Ириной и ребёнком. Сутенер Ирины, оставшийся в живых после попытки убийства, преследует её и посылает головорезов, чтобы те избили её и заставили вернуть деньги. Он подрезает автомобиль её работодателя, что приводит к аварии, в которой погибает мать Теи. Муффа заставляет Ирину отвезти его туда, где спрятаны украденные девушкой деньги. Ирина притворяется, что поддалась давлению, и ведёт Муффу к своему тайнику. Выбрав момент, она толкает Муффу, и тот погибает, ударившись головой о камень.
Отец Теи переезжает в новую квартиру и готовит комнату для Ирины, но, поскольку полиция подозревает, что девушка замешана в смерти Валерии, Ирину берут под стражу. Она утверждает, что настоящим преступником является Муффа, а также признаёт, что виновна в его смерти. Ирина предстает перед судом, её приговаривают к лишению свободы и отправляют в тюрьму, а Теа объявляет голодовку до тех пор, пока Ирину не отпустят из под стражи в больницу к девочке. Однако ДНК-тест показывает, что Теа всё же не является родной дочерью Ирины.
После того как Ирина выходит из тюрьмы, её находит повзрослевшая Теа, которая никогда не забывала её.

## Производство
Российская актриса Ксения Раппопорт, утверждённая режиссёром на роль главной героини, совсем не знала итальянского, но за несколько месяцев съёмок стала общаться на нём вполне свободно.
Текст колыбельной, исполняемой героиней фильма, был написан Ксенией Раппопорт на русском языке, а затем переведён ею с помощью знакомых на украинский язык.

## В ролях
| Актёр                | Роль                               |
| -------------------- | ---------------------------------- |
| Ксения Раппопорт     | Ирена / Ирина Ярошенко / Джорджия  |
| Микеле Плачидо       | Муффа                              |
| Пьерфранческо Фавино | Донато                             |
| Алессандро Хабер     | Маттео , консьерж                  |
| Клаудия Джерини      | Валерия                            |
| Пьера Дельи Эспости  | Джина                              |
| Маргерита Буй        | адвокат Ирины                      |
| Анхела Молина        | Лукреция                           |
| Клара Доссена        | Теа                                |
| Никола Ди Пинто      | прокурор                           |
| Пино Калабрезе       | судья на предварительном следствии |
| Джизелла Маренго     | Альма , сотрудница полиции         |
| Паоло Элмо           | Нелло                              |

## Призы
- Фильм завоевал призы Давид ди Донателло в пяти номинациях, в том числе Ксении Раппопорт присуждена эта награда как «лучшей актрисе».
- Подробнее о номинациях и наградах: La sconosciuta.